# Ion Tripșa
Ion Tripșa (n. 30 martie 1934, Alba Iulia, Alba, România – d. 2001) a fost un trăgător de tir, laureat cu argint la Jocurile Olimpice de vară din 1964 de la Tokyo. 

## Distincții
- Ordinul „Meritul Sportiv” clasa a III-a (25 octombrie 1966) „pentru rezultatele deosebite obținute în competițiile sportive internaționale, precum și pentru contribuția valoroasă adusă la dezvoltarea culturii fizice și sportului în țara noastră”[3]